# Anisarthron barbipes
Anisarthron barbipes is een keversoort uit de familie boktorren (Cerambycidae). De wetenschappelijke naam van de soort is voor het eerst geldig gepubliceerd in 1781 door Schrank.